# Колибенко Олександр Володимирович
Колибенко Олександр Володимирович (нар. 25 жовтня 1962 року в селі Фартухівка Марківського району Луганської області) — український історик, археолог.

## Життєпис
У 1979 році закінчив Ліснополянську середню школу.
З 1979 по 1981 рр. працював робітником будівельного цеху радгоспу «Старобільський». Упродовж 1981—1986 рр. навчався на історичному факультеті Київського державного університету імені Тараса Шевченка, отримав кваліфікацію історика-археолога, викладача історії та суспільства.
З 1988 по 1990 р. — заступник командира роти мостового батальйону залізничних військ, м. Верхнєзейськ Амурської області РФ.
Вчений у галузі археології та давньої історії України, кандидат історичних наук, доцент, старший науковий співробітник Інституту археології НАН України.
До кола наукових інтересів О. В. Колибенка входять археологія та давня історія Переяславщини, топонімія, антротопонімія, історичне краєзнавство, історична демографія, пам'яткознавство, геральдика та сфрагістика Лівобережної Київщини, історія археології.
У 1999 р. захистив кандидатську дисертацію на тему: «Історична топографія Переяславля Руського (Х — середина ХІІІ ст.)» в Інституті археології НАН України. У 2000 р. отримав вчене звання доцента, у 2015 р. — вчене звання професора.
1986—1988, 1990—1994 рр. — старший науковий співробітник відділу археології Переяслав-Хмельницького державного історико-культурного заповідника.
З 1994 р. — асистент, старший викладач кафедри історії та культури України, заступник декана, в.о. декана історичного факультету;
з 1999 р. — декан історичного факультету Переяслав-Хмельницького державного педагогічного інституту, з 2002 р. — завідувач кафедри давньої та середньовічної історії, з 2004 р. по даний час — завідувач лабораторії археологічних досліджень імені М. І. Сікорського. Доцент кафедри історії та культури України Університету Григорія Сковороди в Переяславі, з 2006 р. — старший науковий співробітник Інституту археології НАН України, з 2016 р. — завідувач науково-дослідного відділу «Археологічний музей», з 2017 р. — заступник генерального директора НІЕЗ «Переяслав» з наукової роботи.
О. В. Колибенко вперше здійснив реконструкцію історичної топографії Переяслава, розробив хронологію та виділив етапи розвитку цього міста, формування його районів, виявив та локалізував нові, невідомі раніше частини містобудівельної структури Переяславля, підготував наукову основу для впровадження комплексної охорони історико-культурної спадщини давньоруського Переяслава.
На чолі студентів-істориків Переяслав-Хмельницького державного педагогічного університету імені Григорія Сковороди протягом 1993—2013 рр. проводив археологічні дослідження на території України, в тому числі у складі Міжнародної українсько-турецької середньовічної археологічної експедиції (Очаків, 2000, 2002 рр., Білгород-Дністровський, 2001 р.) та інших археологічних експедицій Інституту археології НАН України та НІЕЗ «Переяслав».
Здійснював наукове консультування проекту відновлення давнього герба Переяслава.
О. В. Колибенком опубліковано понад 160 наукових праць, у тому числі 4 монографії, 3 навчальних посібника.
Член редакційних колегій фахового збірника наукових праць «Наукові записки з української історії» (Університет Григорія Сковороди в Переяславі), «Переяславіка: Наукові записки НІЕЗ "Переяслав» та альманаху усної історії «Джерела пам'яті» (Університет Григорія Сковороди в Переяславі).
Лауреат Премії імені Героя України Михайла Сікорського Національної спілки краєзнавців України (2015).
Одружений, має двох синів.